# AG2R La Mondiale/2012

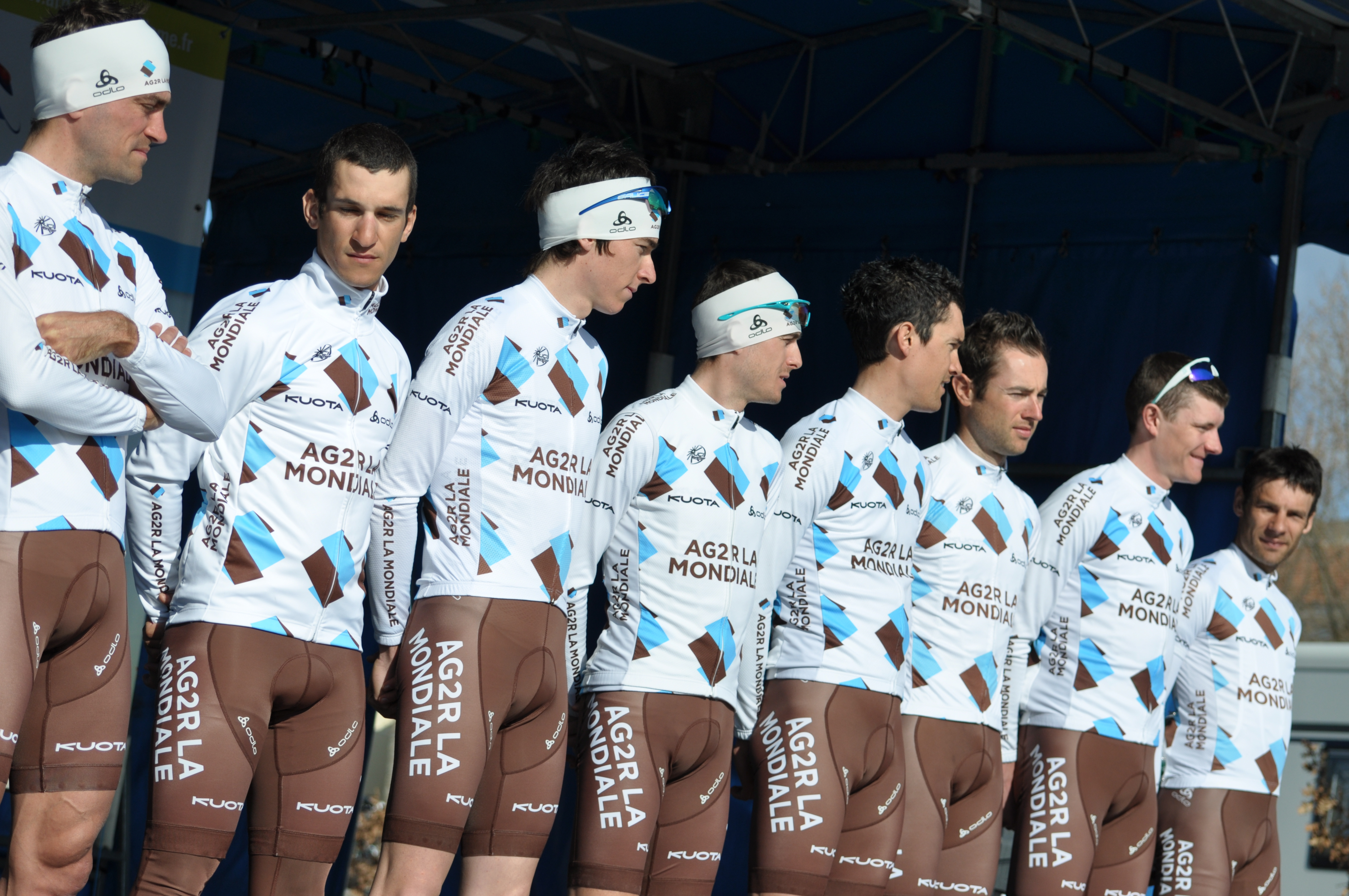
Deel van AG2R-La Mondiale tijdens de Boucles du Sud Ardèche-Souvenir Francis Delpech 2012

Deze pagina geeft een overzicht van de AG2R-La Mondiale ProTeam-wielerploeg in  2012.

## Algemeen
Sponsors: AG2R, La Mondiale
Algemeen manager: Vincent Lavenu
Teammanager: Laurent Biondi
Ploegleiders: Didier Jannel, Julien Jurdie, Artūras Kasputis, Gilles Mas, Stéphane Goubert
Fietsmerk: Kuota
Kleding: Odlo
Budget: 9,5 miljoen euro
Kopmannen: Jimmy Casper, John Gadret, Kristof Goddaert, Rinaldo Nocentini, Nicolas Roche

## Renners
| Naam                   | Geboortedatum | Nationaliteit | Ploeg 2011       |
| ---------------------- | ------------- | ------------- | ---------------- |
| Romain Bardet          | 09-11-1990    | Frankrijk     | Beloften         |
| Julien Bérard          | 27-07-1987    | Frankrijk     |                  |
| Manuel Belletti        | 14-10-1985    | Italië        | Colnago-CSF Inox |
| Guillaume Bonnafond    | 23-06-1987    | Frankrijk     |                  |
| Maxime Bouet           | 03-11-1986    | Frankrijk     |                  |
| Jimmy Casper           | 28-05-1978    | Frankrijk     | Saur-Sojasun     |
| Mikaël Cherel          | 17-03-1986    | Frankrijk     |                  |
| Hubert Dupont          | 13-11-1980    | Frankrijk     |                  |
| Martin Elmiger         | 29-09-1979    | Zwitserland   |                  |
| John Gadret            | 22-04-1979    | Frankrijk     |                  |
| Ben Gastauer           | 14-11-1987    | Luxemburg     |                  |
| Gregor Gazvoda         | 15-10-1981    | Slovenië      | Perutnina Ptuj   |
| Sylvain Georges        | 01-05-1984    | Frankrijk     | BigMat-Auber 93  |
| Kristof Goddaert       | 21-11-1986    | België        |                  |
| Sébastien Hinault      | 11-02-1974    | Frankrijk     |                  |
| Steve Houanard         | 02-04-1986    | Frankrijk     |                  |
| Blel Kadri             | 03-09-1986    | Frankrijk     |                  |
| Romain Lemarchand      | 26-07-1987    | Frankrijk     |                  |
| Sébastien Minard       | 12-06-1982    | Frankrijk     |                  |
| Lloyd Mondory          | 26-04-1982    | Frankrijk     |                  |
| Matteo Montaguti       | 06-01-1984    | Italië        |                  |
| Rinaldo Nocentini      | 25-09-1977    | Italië        |                  |
| Jean-Christophe Péraud | 22-05-1977    | Frankrijk     |                  |
| Mathieu Perget         | 18-09-1984    | Frankrijk     |                  |
| Anthony Ravard         | 28-09-1983    | Frankrijk     |                  |
| Christophe Riblon      | 17-01-1981    | Frankrijk     |                  |
| Nicolas Roche          | 03-07-1984    | Ierland       |                  |
| Boris Sjpilevski       | 20-08-1982    | Rusland       | Tabriz           |
| Amir Zargari           | 31-07-1980    | Iran          | Azad Iran        |

## Belangrijke overwinningen
Tirreno-Adriatico
Ploegenklassement: Rinaldo Nocentini, Matteo Montaguti, Steve Houanard, Lloyd Mondory, Kristof Goddaert, Manuel Belletti, Sébastien Hinault
Internationaal Wegcriterium
Bergklassement: Matteo Montaguti
Omloop van Lotharingen
3e etappe: Sébastien Hinault
Ronde van Californië
6e etappe: Sylvain Georges
Boucles de l'Aulne
Winnaar: Sébastien Hinault
Route du Sud
4e etappe: Manuel Belletti
Ronde van Zwitserland
Bergklassement: Matteo Montaguti
2000 · 2001 · 2002 · 2003 · 2004 · 2005 · 2006 · 2007 · 2008 · 2009 · 2010 · 2011 · 2012 · 2013 · 2014 · 2015 · 2016 · 2017 · 2018 · 2019 · 2020 · 2021 · 2022 · 2023 · 2024 · 2025
AG2R-La Mondiale · Astana · BMC Racing Team · Euskaltel-Euskadi · FDJ-Big Mat · Team Garmin-Sharp-Barracuda · Katjoesja · Lampre-ISD · Liquigas-Cannondale · Lotto-Belisol · Team Movistar · Omega Pharma-Quick Step · Orica-GreenEdge · Rabobank · RadioShack-Nissan-Trek · Saxo Bank-Tinkoff Bank · Sky ProCycling · Vacansoleil-DCM